# Bodiluddelingen 2004
Bodiluddelingen 2004 blev afholdt den 7. marts 2004 i Imperial i København og markerede den 57. gang at Bodilprisen blev uddelt.
Dogville af Lars von Trier modtog prisen for bedste danske film, hvilket markerede Triers femte Bodil i kategorien, og han er dermed den mest vindende instruktør gennem Bodilens historie. Bemærkelsesværdigt var det også at hele tre af de øvrige nominerede i kategorien bedste danske film var af instruktør-debutanter; Jannik Johansen med Rembrandt, Christoffer Boe med Reconstruction og Anders Gustafsson med Bagland. Per Flys Arven og Morten Arnfreds Lykkevej høstede begge to priser for henholdsvis de to mandlige skuespil-kategorier og for de to kvindelige skuespil-kategorier.

## Vindere
| Bedste mandlige hovedrolle | Bedste kvindelige hovedrolle |
| --- | --- |
| - Ulrich Thomsen for Arven - Jakob Cedergren for Rembrandt - John Turturro for Fear X - Lars Brygmann for Rembrandt - Mads Mikkelsen for De grønne slagtere                                                                                              | - Birthe Neumann for Lykkevej - Nicole Kidman for Dogville - Maria Bonnevie for Reconstruction - Stephanie Léon for Bagland                                                                        |
| Bedste mandlige birolle | Bedste kvindelige birolle |
| - Peter Steen for Arven - Jesper Lohmann for Lykkevej - Nicolas Bro for Rembrandt - Stellan Skarsgård for Dogville | - Ditte Gråbøl for Lykkevej - Bronagh Gallagher for Skagerrak - Lisa Werlinder for Arven |
| Bedste danske film | Bedste amerikanske film |
| - Dogville af Lars von Trier - Arven af Per Fly - Bagland af Anders Gustafsson - Reconstruction af Christoffer Boe - Rembrandt af Jannik Johansen | - Bowling for Columbine af Michael Moore - Far from Heaven af Todd Haynes - The Hours af Stephen Daldry - Mystic River af Clint Eastwood - Ringenes Herre - Kongen vender Tilbage af Peter Jackson |
| Bedste ikke-amerikanske film | Bedste dokumentarfilm |
| - Good Bye, Lenin! af Wolfgang Becker (Tyskland) - City of God af Fernando Meirelles og Kátia Lund (Brasilien) - Guddommelig indgriben af Elia Suleiman (Frankrig) - Irréversible af Gaspar Noé (Frankrig) - Sweet Sixteen af Ken Loach (Storbritannien) | - ikke uddelt |

## Øvrige priser

### Æres-Bodil
- Anders Refn for sin indsats som instruktør, instruktøassistent, klipper mm.

#### Kodak og Nordisk Postproductions Fotografpris
- Anthony Dod Mantle